# Paul Le Mat
Paul Le Mat (* 22. September 1945 in Rahway, New Jersey) ist ein US-amerikanischer Schauspieler.

## Leben
Paul Le Mat zog im Alter von fünf Jahren mit seiner Familie nach Kalifornien. Nach dem Schulabschluss in der Newport Harbor High School in Newport Beach besuchte er verschiedene Colleges, allerdings ohne einen Abschluss zu erlangen. Er diente in der United States Navy im Vietnamkrieg und versuchte sich auch mit rund 15 Kämpfen als Boxer im Weltergewicht, wo er es zum mehrfachen regionalen Boxmeister brachte. Nach einer Verletzung, die seine Hoffnungen auf eine größere Boxerkarriere zerstörte, nahm er Schauspielunterricht in New York, wo William Hickey einer seiner Lehrer war.
Gleich für seinen ersten Kinofilm American Graffiti, in dem er den Rock’n-Roll-Fan und Autofanatiker John Milner spielte, wurde Le Mat 1973 mit dem Golden Globe Award als bester Nachwuchsdarsteller ausgezeichnet. Sechs Jahre später verkörperte er diese Rolle, die sein rebellisches Image auch für folgende Filmfiguren von ihm prägte, nochmals in The Party is over… Die Fortsetzung von American Graffiti. 1975 war Le Mat in der männlichen Hauptrolle des Roadmovies Zwei in Blue Jeans, das in den USA einer der kommerziell erfolgreichsten Filme des Jahres war, zu sehen. Mit Flotte Sprüche auf Kanal 9 (1977) und Melvin und Howard (1980) übernahm er auch Hauptrollen in zwei frühen Filmen von Regisseur Jonathan Demme. Trotz dieser Erfolge konnte er sich nicht dauerhaft als Filmstar etablieren. In einem Interview bilanzierte Le Mat später, dass er vielleicht ein größerer Star hätte werden können, aber er dafür nie den entsprechenden Ehrgeiz gehabt und einige vielversprechende Filmangebote ausgeschlagen habe.
Ab den 1980er-Jahren stand Le Mat vermehrt für Fernsehproduktionen vor der Kamera. 1985 gewann er einen weiteren Golden Globe für seine Rolle in dem Fernsehfilm Das brennende Bett (The Burning Bed). Von den 1990er Jahren an spielte er vornehmlich im Charakterfach, oftmals für Horrorfilme der B-Klasse.
Le Mat heiratete 1978 die Film- und Fernsehproduzentin Suzanne de Passe (* 1946), das inzwischen geschiedene Paar hat drei Töchter.

## Filmografie (Auswahl)
- 1973: Firehouse (Fernsehfilm)
- 1973: American Graffiti
- 1975: Zwei in blue Jeans (Aloha, Bobby and Rose)
- 1977: Flotte Sprüche auf Kanal 9 (Handle with Care)
- 1979: The Party is over… Die Fortsetzung von American Graffiti (More American Graffiti)
- 1980: Melvin und Howard (Melvin and Howard)
- 1982: Death Valley
- 1982: Leben auf Bestellung (The Gift of Life, Fernsehfilm)
- 1982: Jimmy the Kid
- 1983: Das Geheimnis von Centreville (Strange Invaders)
- 1984: Das brennende Bett (The Burning Bed, Fernsehfilm)
- 1984: Rettet den Weihnachtsmann (The Night They Saved Christmas, Fernsehfilm)
- 1986: Auf den Schwingen des Adlers (On Wings of Eagles, Miniserie, 2 Folgen)
- 1986: Schon verdammt lange her (Long Time Gone, Fernsehfilm)
- 1987: Kid Kane (P.K. and the Kid)
- 1987: Hanoi Hilton (The Hanoi Hilton)
- 1987: Homeland – Gewalt im Untergrund (Into the Homeland, Fernsehfilm)
- 1988: Mord ist ihr Hobby (Murder, She Wrote, Fernsehserie, Folge 4x20)
- 1989: Die Girls Gang (Easy Wheels)
- 1989: Angst über Los Angeles (Veiled Threat)
- 1989: Puppet Master
- 1989: Die Phantastische Geisternacht (Grave Secrets)
- 1989: Blinde Zeugin (Blind Witness, Fernsehfilm)
- 1992: Bradburys Gruselkabinett (The Ray Bradbury Theater, Fernsehserie, Folge 5x03)
- 1992: Belagerung ohne Gnade (In the Line of Duty: Siege at Marion, Fernsehfilm)
- 1992: Schuld kennt kein Vergessen (Woman with a Past, Fernsehfilm)
- 1992:	Hitch, der Geist aus der Flasche (Wishman)
- 1992:	PS-Liebe (Deuce Coupe)
- 1994:	Augenblicke des Todes (Caroline at Midnight)
- 1994:	Sensation
- 1994–1995: Wildes Land (Lonesome Dove, Miniserie, 16 Folgen)
- 1995:	Deep Down
- 1995: Grace (Grace Under Fire, Fernsehserie, Folge 2x21 Rund um Elvis)
- 1995–1996: Wildes Land – The Outlaw Years (Lonesome Dove: The Outlaw Years, Miniserie, 14 Folgen)
- 1997: Conan, der Abenteurer (Conan the Adventurer, Fernsehserie, Folge 1x04)
- 1998: American History X
- 1999: X-Factor: Das Unfassbare (Beyond Belief: Fact or Fiction, Fernsehserie, Folge 3x06)
- 2001: Big Bad Love
- 2004: Stateside
- 2009: Chrome Angels